# Tuitán
Tuitán är en ort i Mexiko.   Den ligger i kommunen Tequila och delstaten Jalisco, i den centrala delen av landet, 500 km väster om huvudstaden Mexico City. Tuitán ligger 1 525 meter över havet och antalet invånare är 266.
Terrängen runt Tuitán är kuperad norrut, men söderut är den bergig. Runt Tuitán är det ganska glesbefolkat, med 23 invånare per kvadratkilometer. Närmaste större samhälle är Atemanica, 14,0 km söder om Tuitán. I omgivningarna runt Tuitán växer huvudsakligen savannskog.